# Osiedle Borek (Wronki)
Osiedle Borek – osiedle położone w północno-wschodniej części Wronek.
Największe lewobrzeżne osiedle Wronek, zabudowane budynkami wielorodzinnymi. Znajduje się tu parafia św. Urszuli Ledóchowskiej, prywatne przedszkole przyzakładowe Amica Kids i oczyszczalnia ścieków.